# Danuta Brzosko-Mędryk
Danuta Brzosko-Mędryk (* 4. August 1921, Pułtusk, Polen; † 1. September 2015, Warschau) war eine polnische Schriftstellerin und Zahnärztin.
Sie war eine Überlebende der Konzentrationslager Majdanek, Ravensbrück und Buchenwald.

## Leben
Danuta Brzosko wuchs in einer sozial gehobenen Familie auf. Seit September 1939 setzte sie ihre schulische Ausbildung am Königin-Hedwig-Gymnasium in Warschau illegal fort, obwohl die deutsche Besatzungsmacht jede weiterführende Ausbildung in Polen verboten hatte. Im Juli 1940 wurde sie mit ihrer Klasse während der Abiturprüfungen verhaftet. Im Pawiak-Gefängnis in Warschau legte sie die restlichen Prüfungen ab. Drei Wochen später wurden die Schülerinnen und Lehrerinnen unerwartet wieder entlassen.
Danuta Brzosko war im politischen Untergrund im Pfadfinderbund und im »Bund für den bewaffneten Kampf« (ZWZ) aktiv. Im August 1942 wurde sie deswegen erneut verhaftet und kam in das Pawiak-Gefängnis der Gestapo. Im Januar 1943 wurde sie in das Konzentrationslager Majdanek gebracht. Dort arbeitete sie zunächst in der Hofkolonne. Sie organisierte eine gegenseitige Unterstützung der Häftlinge und spielte im improvisierten Kabarett »Radio Majdanek« mit. Seit November war sie Pflegerin in der Krankenbaracke und zeitweise »Stubenmädchen« in den Baracken der SS-Wachmannschaft.
Im April 1944 wurde sie in das Konzentrationslager Ravensbrück umgelegt. Im Juni kam sie in das Außenlager Leipzig des Konzentrationslagers Buchenwald, wo sie für die Firma HASAG in der Rüstungsproduktion tätig sein musste. Am 26. April 1945 wurde sie auf einem Evakuierungsmarsch bei Wurzen von kanadischen Truppen befreit.
Danuta Brzosko kehrte nach Polen zurück. Sie studierte Zahnmedizin in Łódź und war von 1949 bis 1976 als Zahnärztin tätig. Sie heiratete Jerzy Mędryk. Im Jahre 1965 besuchte sie erstmals wieder Majdanek und begann ihre Erinnerungen aufzuschreiben. Ihr erster Roman „Himmel ohne Vögel“ erschien 1968. Danuta Brzosko-Mędryk war Zeugin in mehreren Prozessen gegen das Personal in Majdanek, unter anderem im Düsseldorfer Majdanek-Prozess und schilderte dort detailliert das Leben im Lager.
Sie war 1971 an der Gründung des Erinnerungs- und Rehabilitationszentrums für die Gesundheit der Kinder in Warschau beteiligt. Danuta Brzosko-Mędryk schrieb mehrere Romane und Erinnerungen, und sie verfasste das Drehbuch für den Film Zagrożenie. Sie erhielt mehrere polnische Auszeichnungen, wie das Kavalierkreuz des Verdienstordens der Republik Polen sowie 1989 den Aachener Friedenspreis.
Von 1996 bis 2001 war sie Vertreterin der weiblichen Häftlinge des KZ Buchenwald im Internationalen Komitee Buchenwald-Dora und Kommandos. Sie setzte sich sehr engagiert für die Interessen der ehemaligen Häftlinge ein.